# بروطيا مميزة
بروطيا مميزة (الاسم العلمي:Protea eximia) هو نوع من النباتات يتبع جنس البروطيا من الفصيلة البروطية.